# Cal·lístrat (escultor)
Cal·lístrat (en llatí Callistratus, en grec antic Καλλίστρατος) fou un escultor grec de lloc de naixement incert, que va viure als voltants de l'any 160 aC, en un moment en què l'escultura va reviure després d'un període de decadència, segons diu Plini el Vell.